# Marathon van Brussel 2015
De marathon van Brussel 2015 vond plaats op zondag 4 oktober 2015. Het was de twaalfde editie van deze marathon.
De wedstrijd werd bij de mannen gewonnen door de Keniaan Geoffrey Kipkoech in 2:14.40. Op de finish had hij ruim een halve minuut voorsprong op zijn landgenoot Felix Kiptoo. Het Keniaanse podium werd gecompleteerd door Karim Kwemoi, die derde werd in 2:18.21. Bij de vrouwen won de Belgische Soetkin Demey de wedstrijd in 3:05.32.
In totaal finishten er ruim 2000 marathonlopers. Naast de hele marathon kende het evenement ook een halve marathon, Ladies Run en Mini Marathon.
Het evenement was gesponsord door Belfius.

## Uitslagen

### Marathon
Mannen
| rang   | naam                 | land | tijd    |
| ------ | -------------------- | ---- | ------- |
| Goud   | Geoffrey Kipkoech    | KEN  | 2:14.40 |
| Zilver | Felix Kiptoo         | KEN  | 2:15.18 |
| Brons  | Karim Kwemoi         | KEN  | 2:18.21 |
| 4      | Mehdi Douib          | BEL  | 2:22.58 |
| 5      | Michael Brandenbourg | BEL  | 2:26.08 |
| 6      | Stan De Vleminck     | BEL  | 2:38.05 |
| 7      | Dries De Block       | BEL  | 2:41.06 |
| 8      | Johannes Erixon      | SWE  | 2:41.32 |
| 9      | Cedric De Caluwe     | BEL  | 2:43.57 |
| 10     | Ansgar Carlier       | BEL  | 2:44.05 |

Vrouwen
| rang   | naam             | land | tijd    |
| ------ | ---------------- | ---- | ------- |
| Goud   | Soetkin Demey    | BEL  | 3:05.32 |
| Zilver | Beryl Otieno     | BEL  | 3:18.23 |
| Brons  | Annelore Salens  | BEL  | 3:18.45 |
| 4      | Tina Wu          | USA  | 3:24.48 |
| 5      | Pamela Pinte     | FRA  | 3:24.52 |
| 6      | Cecile Bourhis   | FRA  | 3:24.54 |
| 7      | Satu Bonden      | BEL  | 3:27.40 |
| 8      | Janina Pescinski | USA  | 3:28.46 |
| 9      | Andrea Finnigan  | GBR  | 3:31.55 |
| 10     | Birgit Wersin    | SUI  | 3:33.12 |

### Halve marathon
Mannen
| rang   | naam                     | land | tijd    |
| ------ | ------------------------ | ---- | ------- |
| Goud   | Lander Van Droogenbroeck | BEL  | 1:09.03 |
| Zilver | Martin Delguste          | BEL  | 1:11.49 |
| Brons  | Francois Humblet         | BEL  | 1:12.03 |

Vrouwen
| rang   | naam            | land | tijd    |
| ------ | --------------- | ---- | ------- |
| Goud   | Nina Lauwaert   | BEL  | 1:23.53 |
| Zilver | Doris Marqurrot | GER  | 1:24.14 |
| Brons  | Lineke Kroon    | BEL  | 1:26.43 |

2004 ·
2005 ·
2006 ·
2007 ·
2008 ·
2009 ·
2010 ·
2011 ·
2012 ·
2013 ·
2014 ·
2015 ·
2016 ·
2017 ·
2018 ·
2019 ·
2022 ·
2023 ·
2024 ·
2025